# 仁科盛信
仁科 盛信（にしな もりのぶ）は、戦国時代から安土桃山時代にかけての武将。甲斐の戦国大名・武田信玄の五男。
甲州征伐の際に一族・重臣の逃亡や寝返りが続く中、高遠城（高遠城の戦い）において最後まで抵抗し、討死した。

## 生涯

### 信玄時代
甲斐国の戦国大名・武田信玄の五男として生まれる。母は信玄側室の油川殿（武田氏親類衆・油川氏の娘）。同母の弟妹に葛山信貞・松姫（織田信忠婚約者）・菊姫（上杉景勝正室）がおり、武田義信・武田勝頼は異母兄にあたる。
生年については弘治3年（1557年）とする説や永禄元年（1558年）とする説、永禄8年（1565年）とする説等と諸説あって確定出来ないものの、兄弟姉妹関係を踏まえると天文21年（1552年）から弘治3年頃までの生まれであることは間違いないとされ、弘治3年説が採用されることが多い。
近世の系図類・編纂物では諱を「晴清」とする資料もあるが、父・晴信が将軍・足利義晴から授与された「晴」の偏諱を授与することは社会通念上ありえないことから疑問視されている。
父・信玄は天文年間から信濃侵攻を本格化して信濃国人の被官化を進めるべく、征服した信濃名族と婚姻関係を結び親族衆に列することで懐柔化を図り、信濃国安曇郡の国人領主である仁科氏も天文22年（1553年）に武田方に帰属し、その後父の意向によって盛信は仁科氏を継承し、仁科氏の通字である「盛」の偏諱を受け継いで仁科盛政の婿養子になったとされる。
仁科氏継承の時期について『甲陽軍鑑』は永禄4年（1561年）に父・信玄が仁科盛政が誅殺して盛信が継承したとしているが、古文書では永禄10年（1567年）までは養父とされる仁科盛政の活動が知られていること（「下之郷起請文」）、その2年後の永禄12年（1569年）に仁科領が武田氏の直接支配下に置かれていることから、仁科氏相続は同年以降ではないかという説が出されている。
『武田源氏一流系図』によれば最初に仁科盛政の娘を妻とし、後に信玄の弟・武田信繁の娘と武田信廉の娘をそれぞれ妻としたとされる。

黒田基樹は盛信が仁科氏の婿養子になったとする所伝に否定的で、盛信の正室は信繁の娘で死後に信廉の娘を継室としたと推定し、盛信が武田氏一門衆と姻戚関係を結んでいることから、信玄の正室・三条夫人や一門衆は盛信と信繁の娘を娶せて信玄の後を継がせる構想を持っており、勝頼が正式な後継者に決定するのが遅れたのも一門衆の説得に時間がかかった（三条夫人はその間に死去）からではないかと推測している。

### 勝頼時代と最期
信玄の死後は当主となった異母兄の勝頼に仕え、天正年間には仁科氏当主として諸役免許や知行安堵を行っており、武田領国と敵対する越後国との国境警備や交通路の掌握を、等々力治右衛門ら安曇郡の国衆に指揮している。また同5年（1577年）には高野山遍照光院を仁科氏や安曇郡の国衆の高野詣の際の宿坊と定めた（『高野山遍照光院宛寄進状』）。
甲越同盟の締結後は国境警備を務め、天正8年（1580年）には同盟に基づいて西浜（新潟県糸魚川市）の根知城に進駐している。勝頼後期には織田・徳川勢力との敵対が激化し、天正9年（1581年）には対織田・徳川の軍事再編成に際して、本来の居城である信濃国森城の他、高遠城主を兼任する。盛信は信濃佐久郡内山城代の小山田昌成・大学助兄弟と高遠城に籠城した。

天正9年（1581年）5月7日付霊松寺宛禁制や『甲乱記』では「信盛」とする用例があり、天正9年2月から同年5月の間に、高遠入城を契機に改名したのではないかと考えられている。
天正10年（1582年）2月、織田信長の命により織田軍による甲州征伐が始まると、兵3,000（500とする説）が籠もる高遠城は信長の嫡男・信忠率いる5万の大軍に包囲された。このとき、信忠は盛信に降伏を勧告したが、盛信は拒否。使いに来た僧侶の耳を削ぎ落として追い払ったとされる。
高遠城は3月2日早暁から織田軍の猛攻に晒され、盛信は奮闘した後、自刃した。享年26。約500名余りの家臣も共に討ち死にして高遠城は陥落した。織田軍も300人の死者を出したという。
切腹後、首級は信忠のもとに届けられ、長谷川宗仁によって京の一条通の辻に武田勝頼・信勝・信豊らと共に獄門にかけられたが、盛信を敬慕する領民によって胴体は手厚く葬られた。奇しくも生年と没年は信忠と同じである。江戸時代後期の天保2年（1831年）3月、高遠藩主・内藤頼寧は高遠城内の法堂院曲輪に盛信を祀り、3月1日を祭日と定めて新城神とした。
長野県の県歌「信濃の国」の歌詞でもうたわれており、墓所には現在でも献花が絶えないと言う。

## 子孫
正徳2年（1711年)4月に仁科資真（内蔵介）が書き残した「八王子信松院江納候由緒書之控」によれば盛信には三男一女があったとされ、資真は盛信の長男・信基の孫という。この所伝に基づけば盛信の子は下記の通り。
- 長男：仁科信基（勝五郎） - 母は武田信廉の娘。元和元年（1615年）に大久保長安事件に連座して従兄の武田道快が遠島となった際に讃岐に籠居して蟠竜軒と名乗り、万治年間に病死した。妻は河窪信俊の娘。子の内蔵介は慶安年中に良純入道親王に召し出されて江戸へ下り、旗本である従弟の油川信忠（叔父・信貞の子）に扶持され信忠が病に倒れるとその養子となるが、信忠には嫡子がいたため家督の妨げになるとして油川家を去り、徳川頼宣へ出仕を図るが故障のため実現せず、その後病死した。資真はこの内蔵介の子にあたる。
- 次男：油川信貞（源兵衛） - 母は武田信廉の娘。武田氏の親類衆である油川信次の妻[注釈 1]の介抱を受け、武田氏滅亡後は河窪信俊と共に徳川家康に出仕し、信次の子を称したとされる。子孫は旗本に取り立てられ、信貞の曾孫・信定が享保7年（1722年）に油川姓から武田姓へ改姓している。詳細は信貞の記事を参照。
- 長女：玉田院殿 - 母は武田信廉の娘。通称は小栗という。武田氏滅亡の際、盛信の同母妹・松姫と共に八王子へ逃れ、後に病弱だったこともあり尼僧となって「生弌」と名付けられるが、慶長13年（1608年）7月29日に病死。享年29。法名は玉田院光誉睿室貞舜尼。死後、その寺は玉田院と呼ばれたが元禄年間に廃寺となり、墓も荒れ果てていたところを信基の孫・資真が極楽寺へ改葬したとされる。
- 三男：油川晴正（五郎左衛門） - 母は福地新右衛門の娘。慶長年間に保科正直から扶持米1000石を給され、子孫は奥平氏に仕えた。

また、盛信の子孫を称する林家の家伝によると、盛信の子・信正（播磨介）は武田氏滅亡の際に上総武田氏当主・武田豊信を頼り上総国茂原に落ち延びて寛永3年（1626年）に享年52で死去し、信正の孫・信国の代に仁科姓から林姓へ改めたとされる。

旗本の仁科氏は盛信の子孫を自称し、寛永11年（1634年）に42歳で病死した初代・信道（勘右衛門）の出自を盛信の子・信久（式部）の孫としているが、『寛永諸家系図伝』では信道以前の記載はない。

## 関連作品
小説
- 前田宗徳『武田最後の雄  仁科盛信』文芸社ISBN 978-4286251462
- 伊東潤「温もりいまだ冷めやらず」『戦国鬼譚　惨』。（短編）ISBN 978-4062773942
- 仁志耕一郎『松姫はゆく』。ISBN 978-4758412391

楽曲
- さくらゆき『幻の桜』（作詞：小栗さくら、作曲：田中俊輔）

テレビドラマ
- おんな風林火山（TBS、演：伊藤淳史→坂詰貴之→岡野進一郎）